# 吉田千九郎
吉田 千九郎（よしだ せんくろう、1903年（明治36年）2月25日 - 1993年（平成5年）5月25日）は、第9代四日市市長。三重県四日市市出身。四日市コンビナートの誘致に尽力した。四日市市の名誉市民である。

## 年譜
- 1947年（昭和22年）の戦後の新しい地方自治制度が成立した際に、四日市市で初の公選があり、この選挙によって四日市市長に就任した。新制中学校の創設、公立小学校の再建、学校給食の普及、四日市コンビナート建設計画の立案、公民館の設置、中央通りの建設、四日市港の整備の推進、農業の振興を行なった。戦後の四日市市長として、以下の教育政策を実施した。

1. 戦後の四日市市内の新制中学校の創設に尽力した。
2. 四日市市内の公立中学校を整備した。
3. 公立小学校の再建をした。
4. 学校給食を普及させた。
5. 四日市市立の小学校を整備した。
6. 四日市市内の全域に公民館を設置した。

- 以下の政策で教育を充実させて＜文教都市四日市＞を建設した。
- 四日市空襲で焦土と変化した四日市の戦後復興に尽力した。近鉄名古屋線の線形改良に合わせて新たに設置される近鉄四日市駅と国鉄四日市駅の間に中央通りを整備したのをはじめ、四日市市街の幹線道路を建設。四日市港を整備すると共に、第2海軍燃料廠の塩浜地区の跡地利用として四日市コンビナート建設を計画し工場用地の買収を進めた。一方で農業振興策にも力を入れ、スポーツ福祉施設を整備している。
- 1951年（昭和26年）11月に、昭和天皇が伊勢行幸の際に四日市市内の以下の施設を視察した。

1. 平田紡績（富洲原工場）
2. 東洋紡績（富田工場）
3. 日本板硝子
4. 四日市港
5. 四日市奉迎場
6. 山本重工工場
7. 山庄製陶工場
8. 熊沢製油工場
9. 伊藤伝七邸

- 以下の主要工場を見学したあとに、中部地区の四日市市北条町の四日市市営のグランドで吉田千九郎が案内役として、1万人の四日市市民と共に昭和天皇を出迎えた。
- 四日市市長を2期8年務めた後、1955年（昭和30年）に同姓の吉田勝太郎前市長とは強力な先輩・後輩関係であり、吉田勝太郎の四日市市長再任に際して市長を引退させられた。1959年（昭和34年）に吉田勝太郎が高齢で引退すると再任を目指すが、旧四日市市街を地盤とする吉田千九郎と富田地区・富洲原地区を地盤とする平田佐矩助役の対立となり、日本社会党が平田佐矩を支持して選挙戦が平田有利となったため立候補を断念した。
- その後、平田佐矩が急死した直後の1966年（昭和41年）の四日市市長選挙で再任を目指したが、「四日市のケネディ」と言われ、財界からの支持を得た九鬼産業出身の九鬼喜久男に偏差で敗れた。
- 1976年（昭和51年）に、四日市の戦後復興の基礎を築いた功績で四日市市の名誉市民となった[3]。
- 1952年（昭和27年）四日市市長の吉田千九郎は荒木十兵衛が羽津用水を築造した功績を讃え顕彰碑を北鵤の地に建立した。
- 四日市市長の吉田千九郎・中部電力の井上五郎・中山善郎の郎の名前も文字が付く3人の男性有力者が埋めて工事に協力した事を由来に「三郎町」という地名が命名された。

## 要職期間
収入役
- 1943年（昭和18年）11月17日から～1948年（昭和23年）9月27日まで

助役
- 1945年（昭和20年）10月4日から～1947年（昭和22年）6月30日まで

四日市市長
- 1947年（昭和22年）4月5日から～1955年（昭和30年）4月10日まで。[4]。

四日市市消防本部の初代消防長（四日市市長と兼務）
- 1949年（昭和24年）3月29日から～1954年（昭和29年）11月15日まで